# Nouveau Centre (parlamentsgrupp)
Nouveau Centre är en parlamentarisk grupp i Frankrike, som i valet 2007 erövrade 23 mandat i Frankrikes nationalförsamling. Gruppledare är François Sauvadet.	

## Medlemspartier
- Nouveau Centre
- MAJ
- DVD